# Братислав Живковић (војник)
Братислав Живковић (Крушевац, 12. новембар 1975 — Курска област, 3. јануар 2025) је српски војник који је био запослен као добровољац у руској војсци предводећи контингент сународника Срба против Украјинске војске.

## Биографија
Живковић је био командант српске групе која је учествовала у саставу тзв. „малих зелених људи” који су учествовали у проглашењу независности Крима и приступу Русији, тврдећи да имају заједничку православну веру и поштовање према Русији. Током анексије његови борци су постављали контролне пунктове поред руских козачких формација. Касније ће служити током рата у Донбасу као део добровољачке јединице „Уните континентале” у оквиру Доњецке Народне Републике.
Живковићу је забрањен улазак у Црну Гору 2015. године због учешћа у рату у Украјини. Такође му је забрањен улазак у Босну и Херцеговину 2017. године из истог разлога. Године 2017. Живковић је приведен у Румунији и на крају протеран из земље, и забрањено му је да крочи у било коју земљу НАТО-а под оптужбом за шпијунажу у корист Русије. Румунска обавештајна служба је саопштила да Живковић „показује интересовање за добијање поверљивих докумената о критичној инфраструктури и националним и савезничким војним циљевима који се налазе на југоистоку Румуније са намером да утиче на наша стратешка партнерства.” Посетио је 2017. године лучки град Констанцу у четири наврата и ухваћен је како фотографише војне радаре и ваздушну базу Михаил Когалницеану. Живковић је ухапшен у Србији 2018. године због „организовања рата или оружаног сукоба у страној земљи”, односно због умешаности у руску анексију Крима и рат у Донбасу. Исте године, још 28 чланова његове организације осуђено је у Београду за исто дело. Живковић и његова група били су активни за време руске инвазије Украјине.
Погинуо је током борби у Курској области 3. јануара 2025. године. Његова смрт је потврђена и одржано му је опело 17. јануара у Цркви Лазарици. Сахрањен је 12. фебруара у московском федералном војном меморијалу „Пантеон бранилаца отаџбине”.

## Одликовања
- Медаља „За враћање Крима”[8]